# Гора Рокко
Гора Рокко (яп. 六甲山 Rokkō-san) — самая высокая точка горного хребта Рокко, расположенная на юго-востоке японской префектуры Хёго.

## Описание
Горой Рокко называют самую высокую точку горного хребта Рокко. Район вокруг горы известен, как район Рокко. Горный хребет Рокко имеет протяжённость 56 км и проходит с востока на запад от парка Сумаура Коэн в западном Кобе до Такаразуки. Самая высокая точка — 931 м. Хребет также включает горы Майя, Кабутояма, Ивахара и Ивакура.

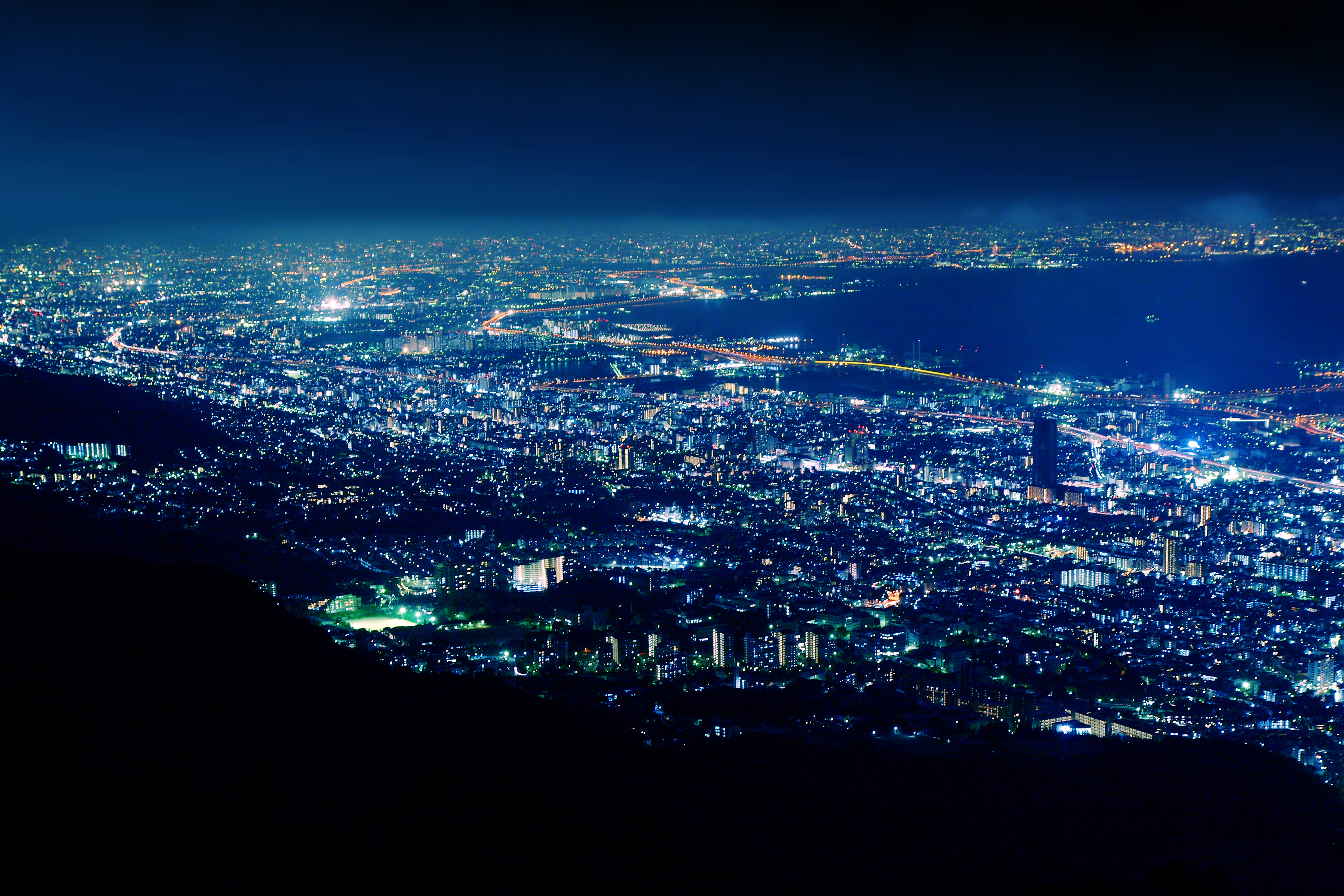
«Ночной пейзаж Кобэ за 10 миллионов долларов»

Сегодня гора Рокко является центральным элементом популярной туристической зоны в столичном регионе Кансай. Гора Рокко является символом городов Кобе и Осаки.
На горе Рокко устроены обзорные площадки, с которых открывается панорамный вид на Осакский залив и город Кобэ. Ночной пейзаж, на залив и бесчисленные огни города, получил название «Ночной пейзаж Кобэ за 10 миллионов долларов».

## История
На горе Рокко в 1903 году было открыто первое в Японии поле для гольфа.

## Достопримечательности
- Горный ботанический сад Рокко
- Сад трав Нунобики
- Водопады Нунобики

## Детали
В течение многих лет линзы, сделанные компанией Минолта, носили название «Rokkor» в честь горы Рокко, вблизи от которой располагалась штаб-квартира компании.

## Фотогалерея

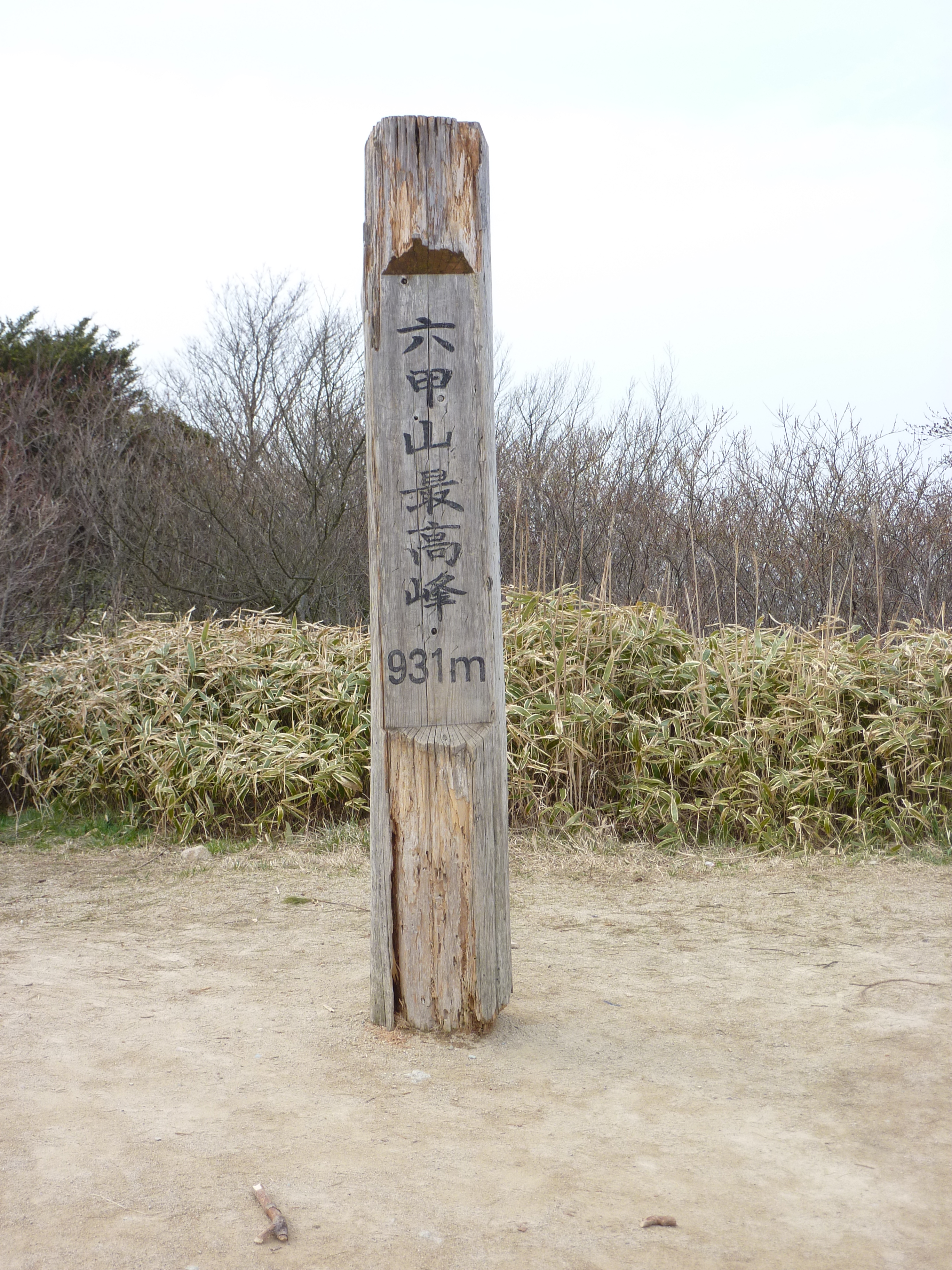
Знак, установленный на самой высокой точке горы Рокко
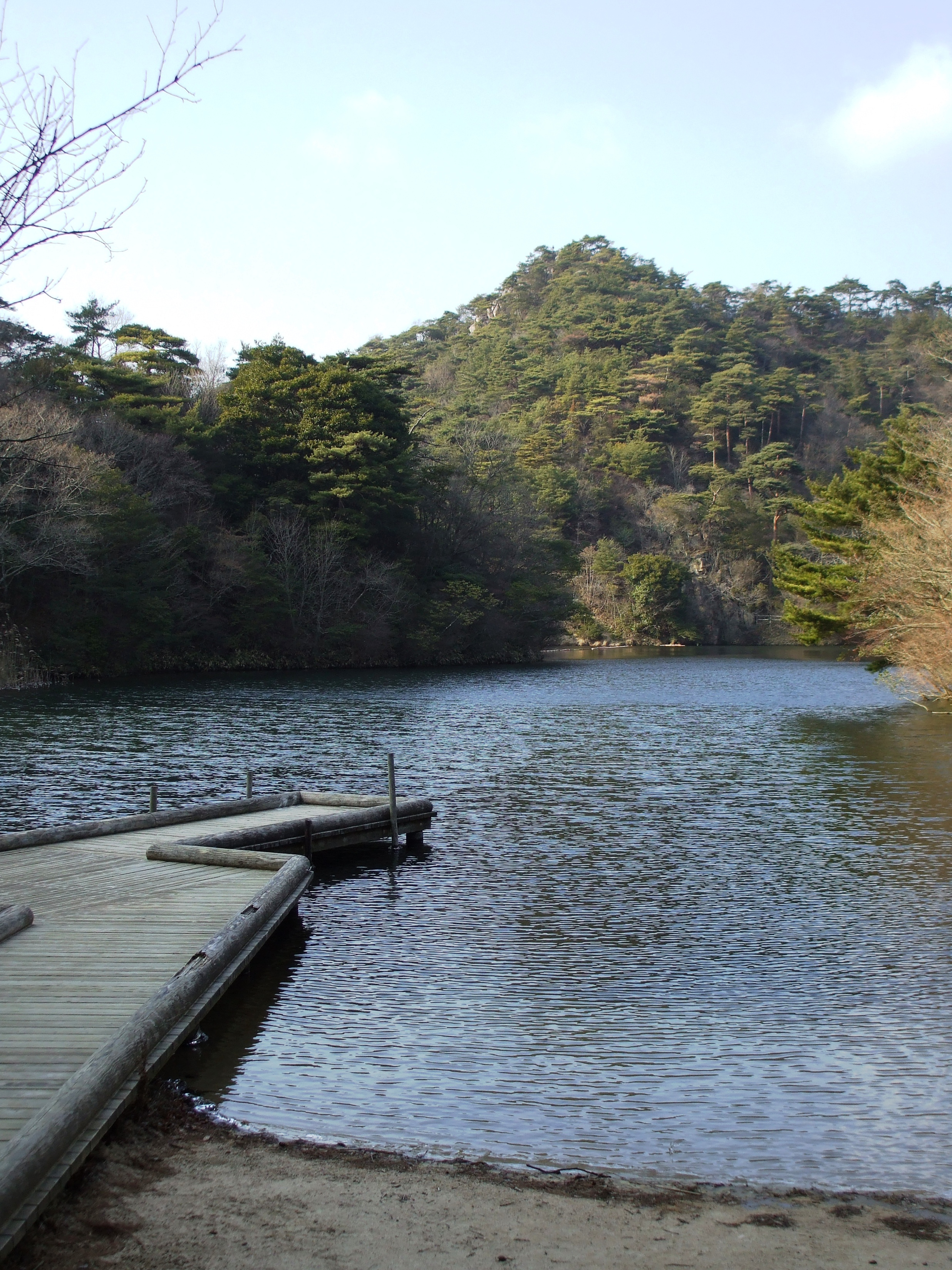
Озеро Хотака
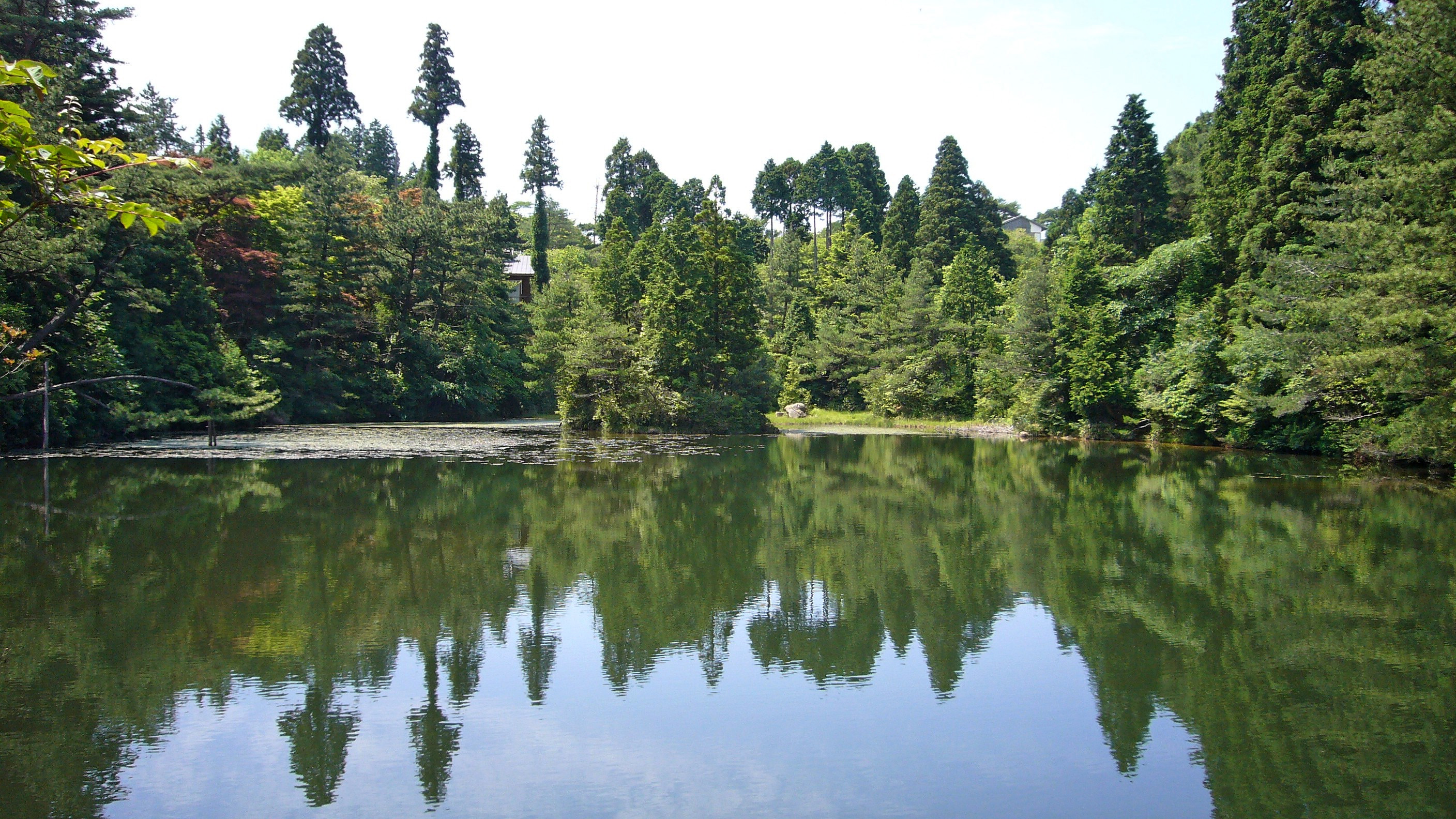
Озеро Микуни
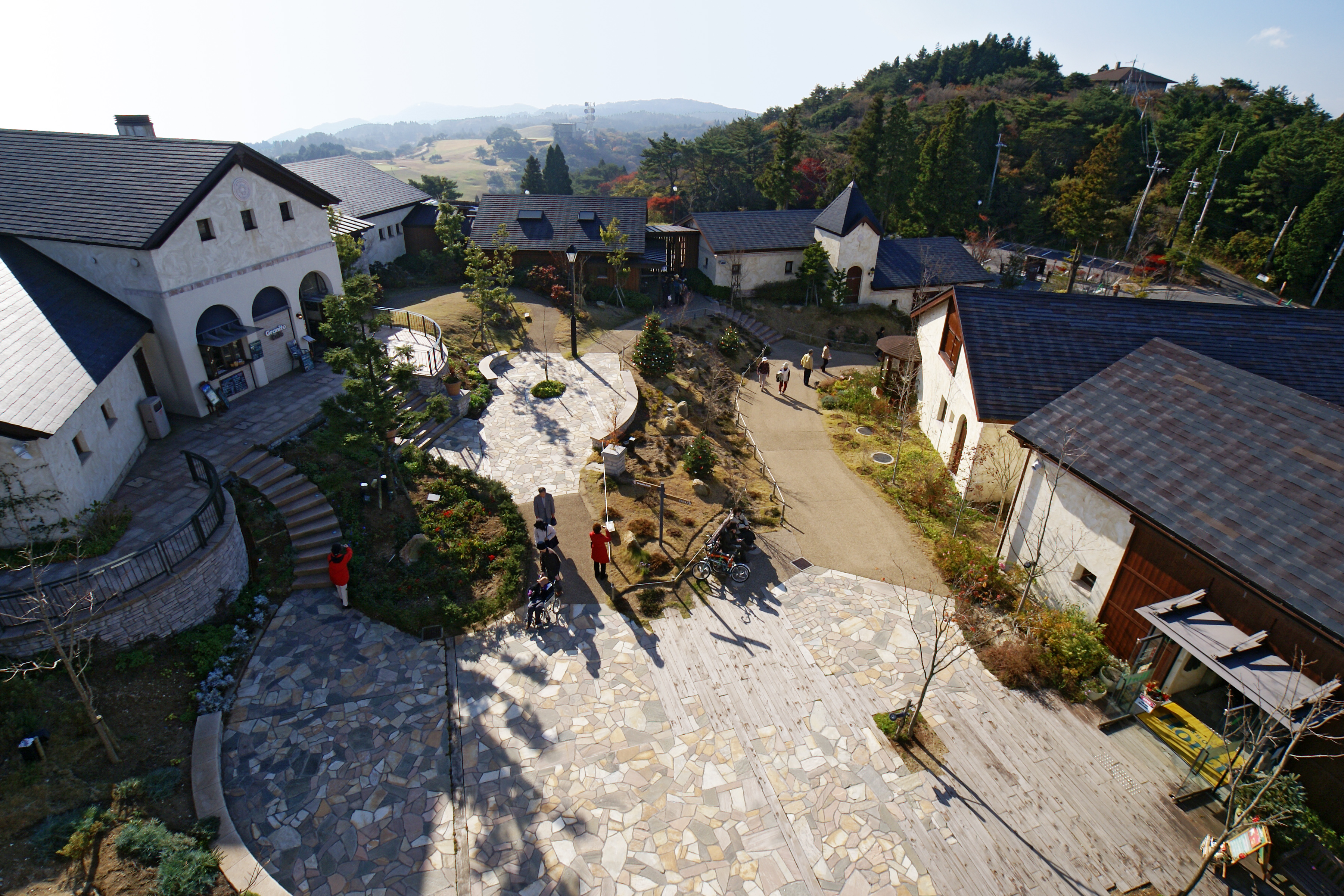
Садовая терраса Рокко
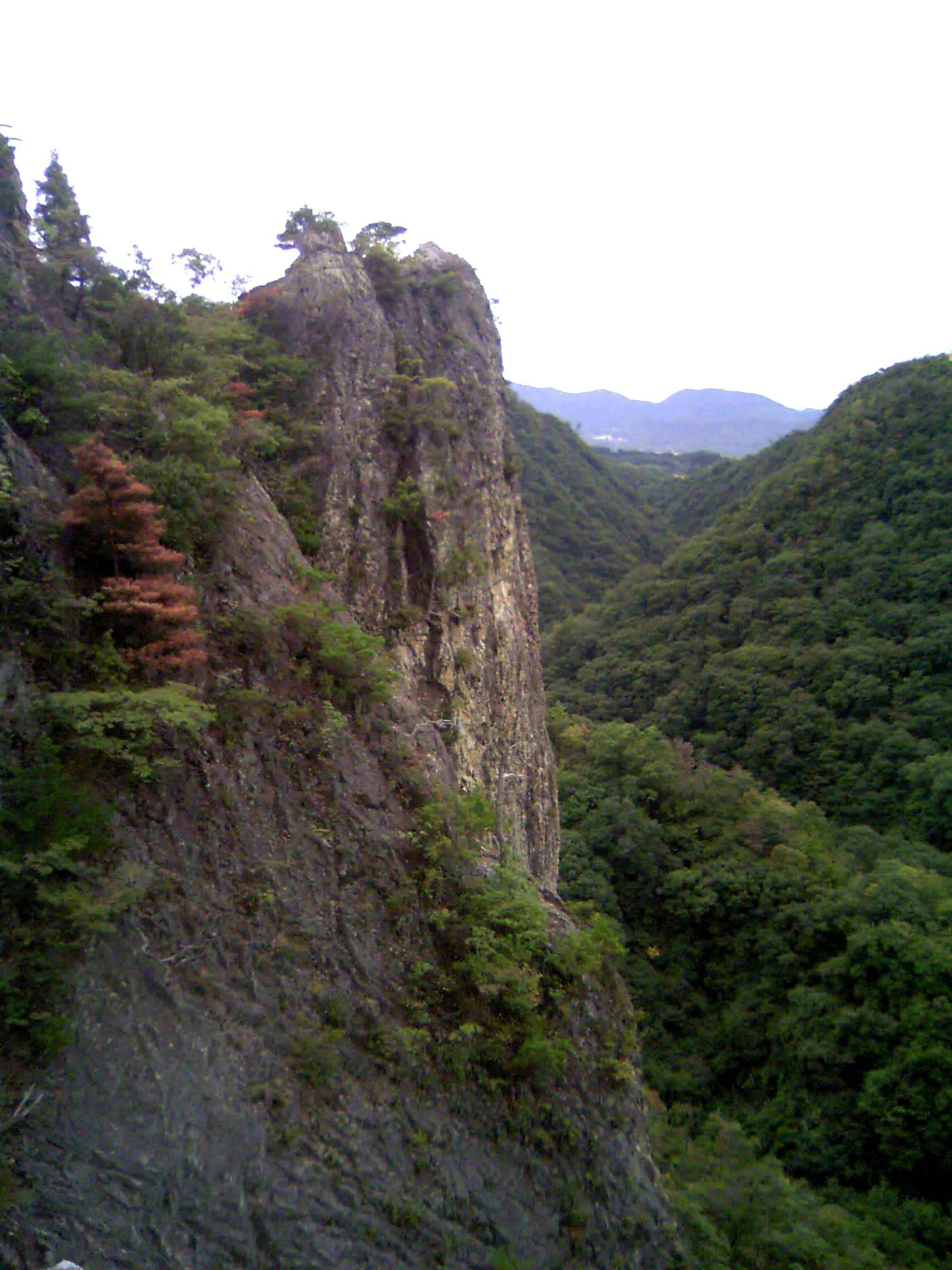
Долина Камакуры
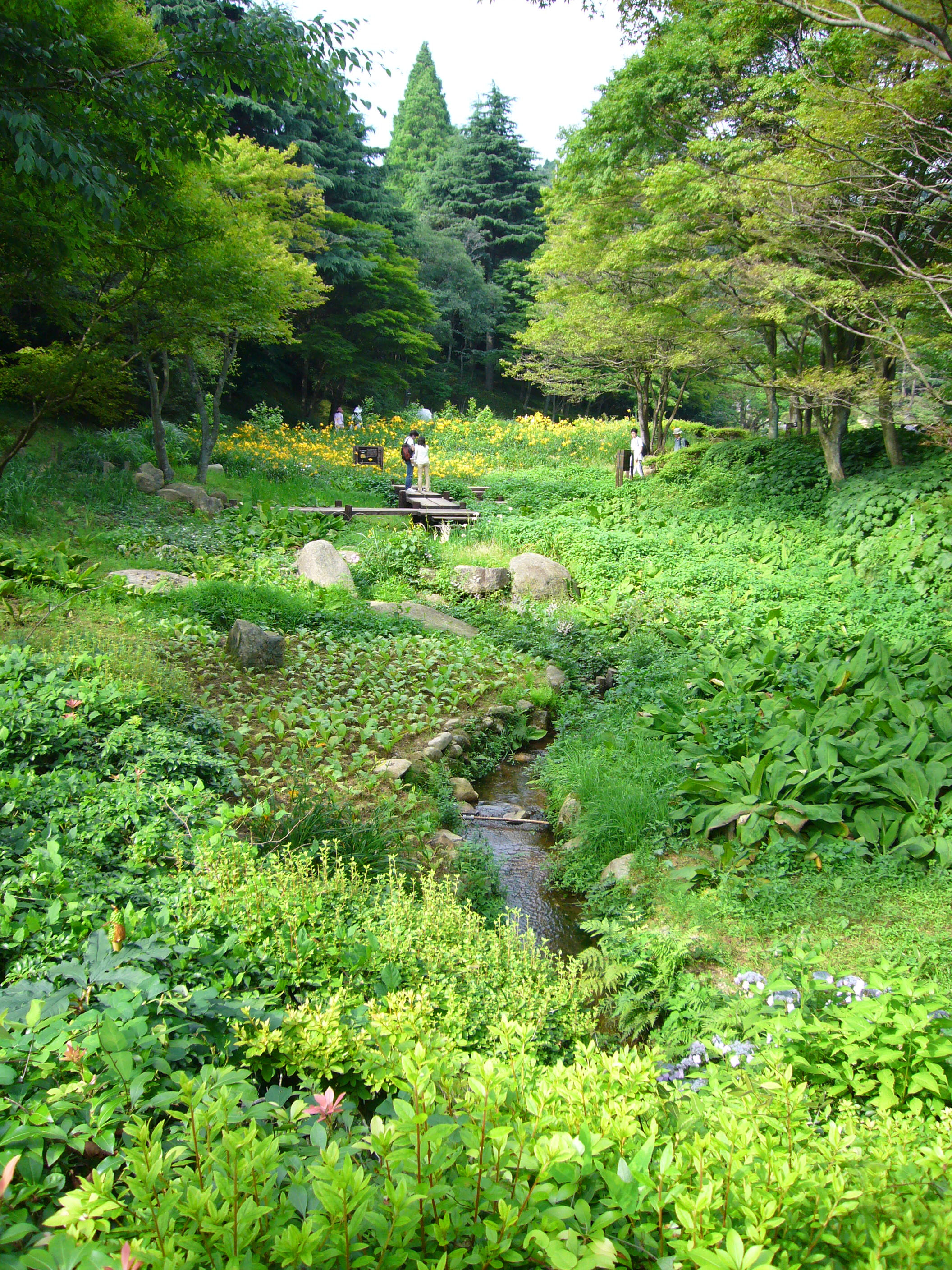
Горный ботанический сад Рокко
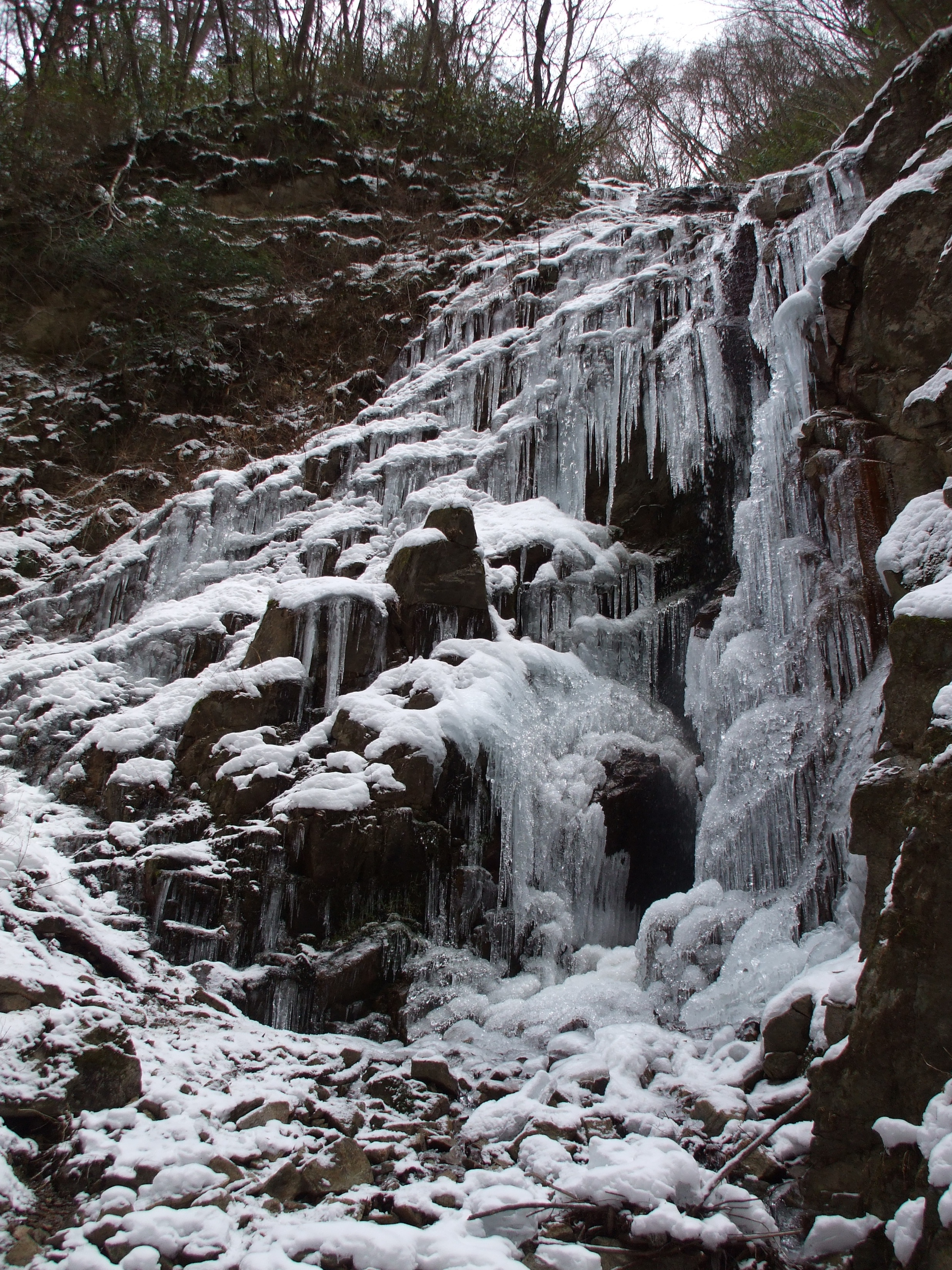
Замороженный водопад Нанамагари
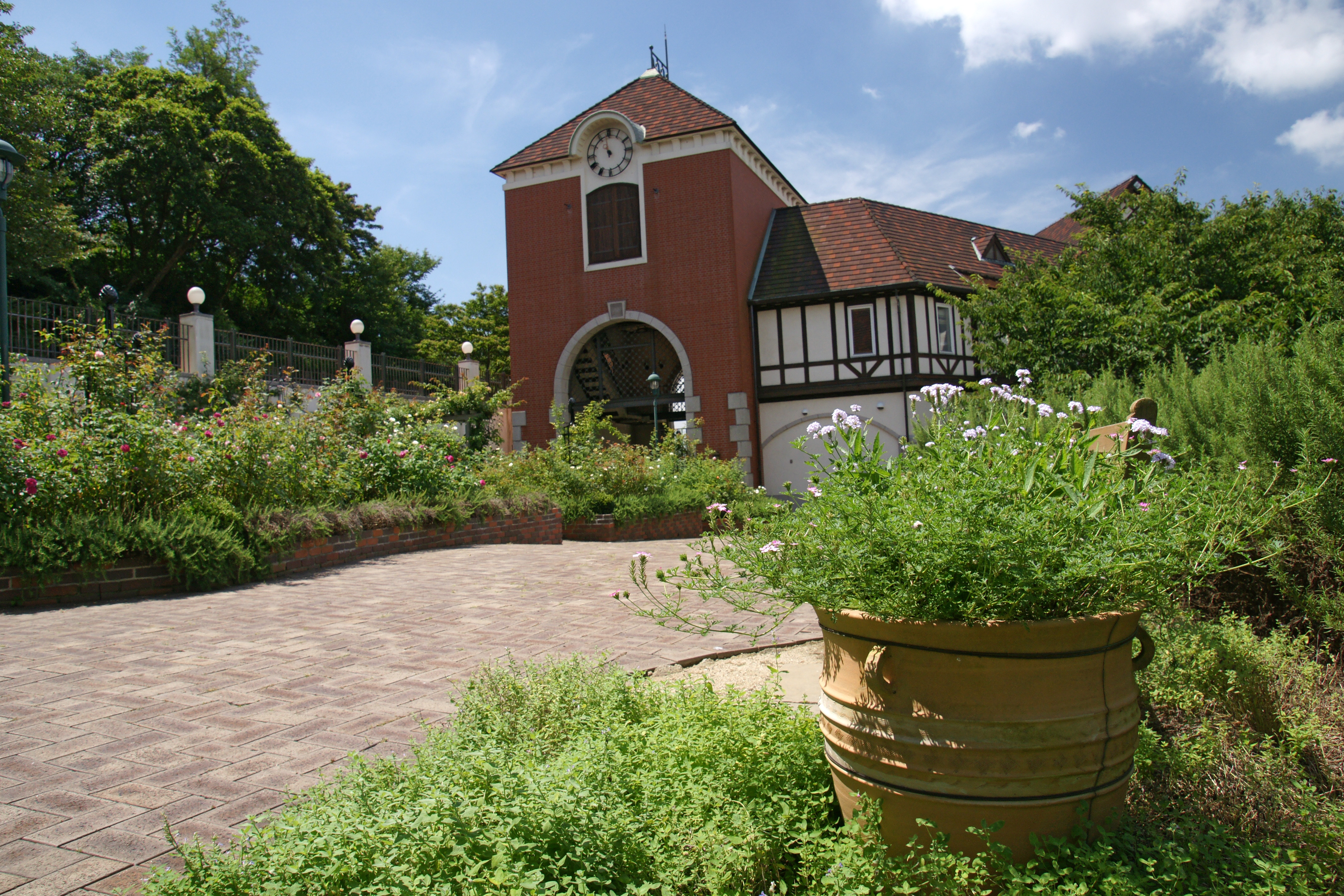
Сад трав Нунобики
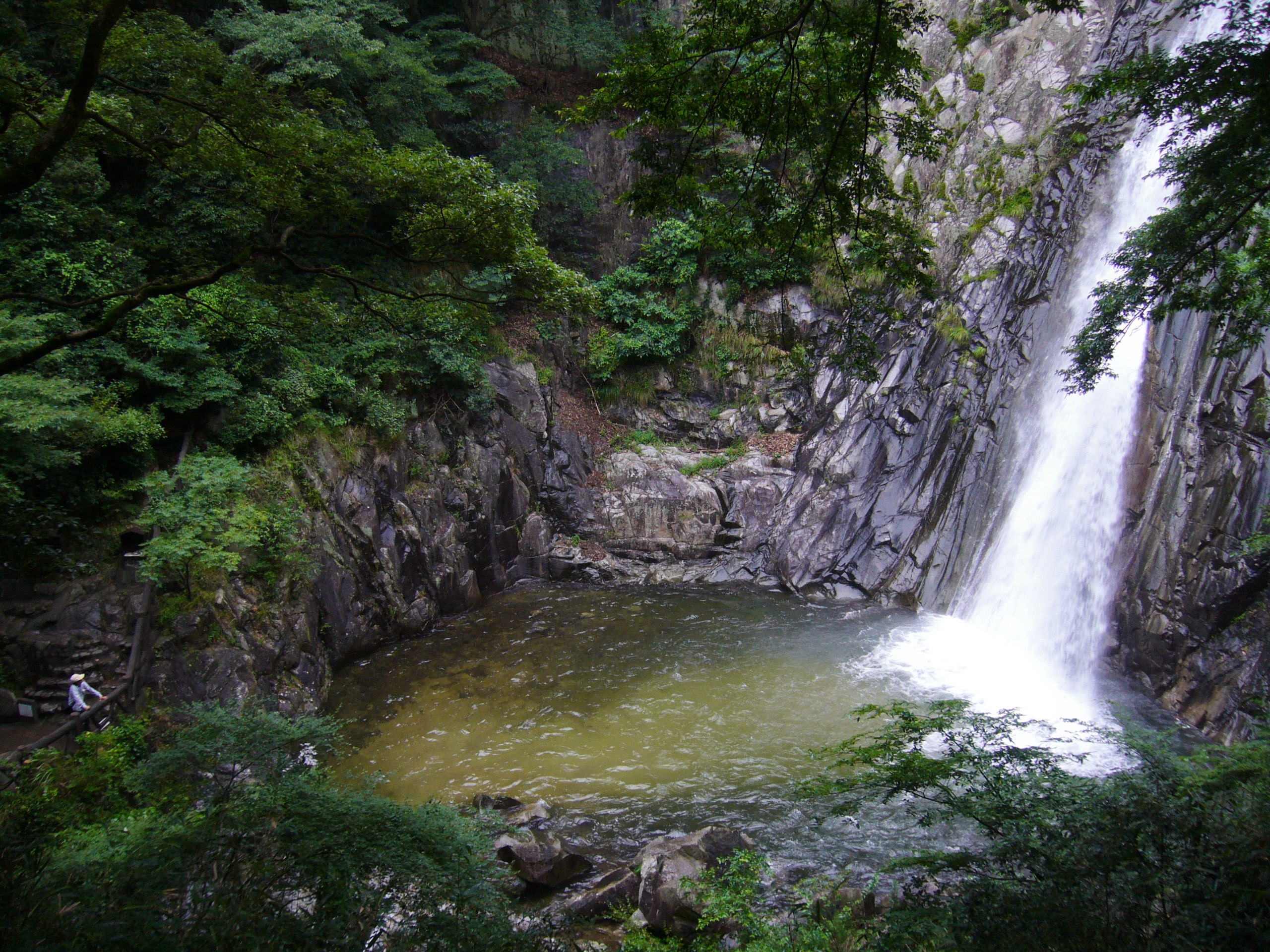
Водопады Нунобики